# Klein Zaches genannt Zinnober

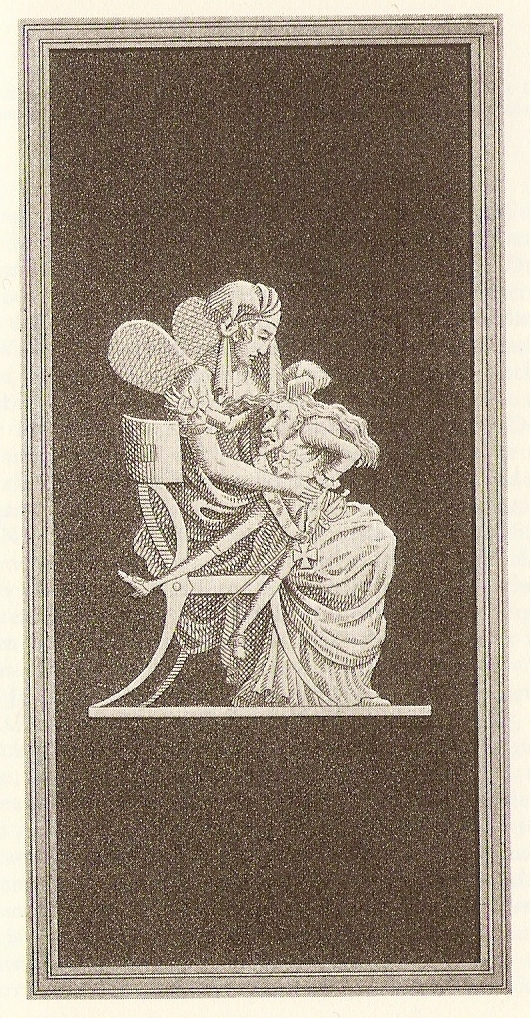
Zinnober als Minister auf dem Schoß der Fee Rosabelverde. Zeitgenössischer Kupferstich für den Umschlag der Erstausgabe, gestochen von Carl Friedrich Thiele (1780–1836) nach einem gezeichneten Entwurf von E.T.A. Hoffmann

Klein Zaches genannt Zinnober ist der Titel eines 1819 publizierten Kunstmärchens von E. T. A. Hoffmann. Erzählt wird die Geschichte des zwergwüchsigen Zaches, dem durch einen Zauber der Fee Rosabelverde der Aufstieg in die vermeintlich aufgeklärte Elite des Fürstentums gelingt. Eingebettet in ein groteskes Spiel im Spannungsfeld zwischen Märchenwelt und Wirklichkeit kritisiert der Autor durch satirische Überspitzungen sowohl die Phantasiefeindlichkeit der radikalen Aufklärung als auch eine inhumane Realität.

## Inhalt
Vorgeschichte

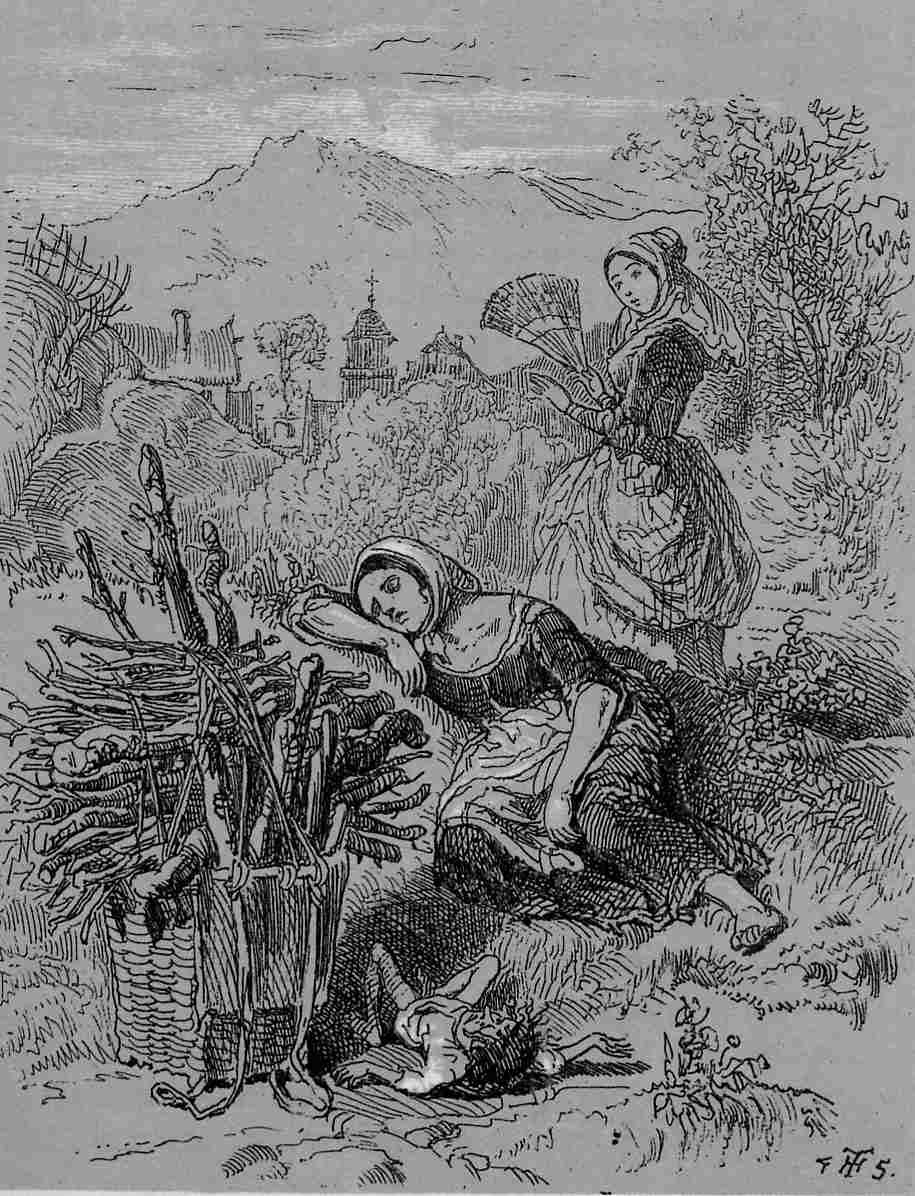
Marie mit Klein Zaches und Rosabelverde (Illustration von Theodor Hosemann, 1844)

Die Geschichte spielt in einem fiktiven Fürstentum, das vordergründig an die deutschen Kleinstaaten des frühen 19. Jahrhunderts erinnert. Zur Zeit des Fürsten Demetrius glich das liebliche Land mit seinem milden Klima einem „wunderbar herrlichen Garten, in dem die Bewohner wie zu ihrer Lust wandelten, frei von der drückenden Bürde des Lebens“. Alles war durchwoben von märchenhaft-phantastischen Zügen. „Vortreffliche Feen von der guten Art“ siedelten sich mit von Tauben gezogenen Wagen an und vollbrachten mannigfache Wunder. So glaubte jeder „völlig an das Wunderbare […], ohne es selbst zu wissen“ und blieb „eben deshalb ein froher, mithin guter Staatsbürger“ (1. Kap.).
Diese Zeit endete mit dem Tod des liberalen Fürsten Demetrius. Sein Sohn Paphnutius will per Dekret die „Aufklärung“ einführen, doch sein Minister Andres rät ihm, erst die „gefährlichen Gesinnungen, die keiner Vernunft Gehör geben und das Volk durch lauter Albernheiten verführen, aus dem Staate zu verbannen“, bevor man „die Wälder umhauen, die Dorfschulen verbessern und die Kuhpocken einimpfen“ werde. So verbietet der Regent vor allem das „heimliche[-] Gift“ der Poesie und lässt die Feen nach ihrer Heimat, dem Lande Dschinnistan, expedieren. Mit Rücksicht auf die traditionelle Stimmung im Volk dürfen nur einige Zauberwesen in bürgerlicher Verkleidung in Reservaten bleiben, darunter die Fee Rosabelverde, die als „Fräulein von Rosenschön“ im adeligen Damenstift des Barons Prätextatus von Mondschein untergebracht wird, und der Magier Prosper Alpanus, der sich als Arzt in sein Landhaus zurückziehen muss.
Klein Zaches
Die Haupthandlung spielt zur Regierungszeit des Fürsten Barsanuph, eines Nachfolgers Paphnutius, und beginnt mit der Begegnung des Stiftfräuleins mit der armen, zerlumpten Bauersfrau Liese, die im Korb ihr zweieinhalbjähriges missgestaltetes Söhnlein, den „Wechselbalg“ Klein Zaches, mit sich schleppt. Auf seinen „Spinnenbeinen“ kann er nicht stehen, nicht gehen; statt zu reden, knurrt und miaut er wie eine Katze. Dabei frisst er „wie der stärkste Knabe von wenigstens acht Jahren“. Aus Mitleid kämmt ihm Rosabelverde das struppige Haar und verleiht „dem bösen Alräunchen“ damit die Gabe, „vermöge der alles, was in seiner Gegenwart irgendein anderer Vortrefflicher denkt, spricht oder tut, auf seine Rechnung“ geht (Kap. 1). Von dieser Stunde an wird er allseits für einen hübschen und verständigen Menschen von großer Begabung gehalten.
Karriere

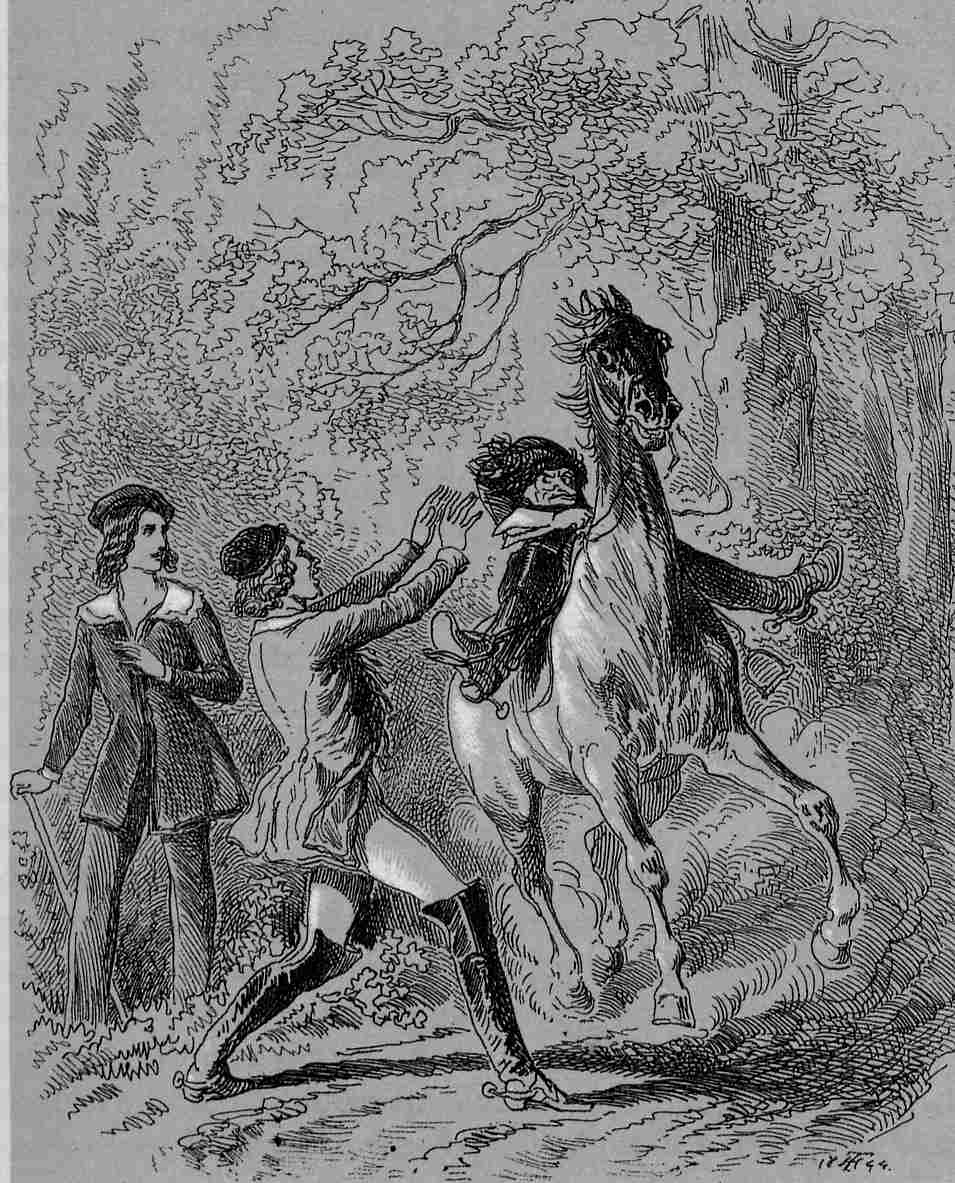
Klein Zaches, Balthasar und Fabian (Illustration von Theodor Hosemann, 1844)

Von einem Pfarrer in Pflege genommen, macht sich Zaches nach Jahren auf in die berühmte Universitätsstadt Kerepes, um Jura zu studieren. Dort herrscht der Geist der Aufklärung. Einer ihrer prominenten Vertreter, der Naturwissenschaftler Professor Mosch Terpin, stellt Zaches seiner literarischen Teegesellschaft als den „jungen Herrn Zinnober“ vor und die Gäste verfallen sofort der Täuschung der Fee (Kap. 3): Ungeachtet seines hässlichen Aussehens, seines ungelenken Verhaltens und eines unrühmlichen Sturzes vom Pferd vor der Stadt zieht Zaches die Bewunderung aller auf sich. Allerdings nutzt er den Zauber zum Rollentausch und diffamiert seine Opfer durch sein unartiges Benehmen: Als der für die „wunderbaren Stimmen der Natur“ empfängliche Student Balthasar das schwärmerische Gedicht „Von der Liebe der Nachtigall zur Rose“' vorträgt, um Terpins schöne Tochter Candida zu beeindrucken, wird Zinnober für sein Werk gelobt, während umgekehrt dessen katzenhaftes Gequieke Balthasar angelastet wird. Ähnliche Erfahrungen müssen bei Konzerten der Violinvirtuose Sbiocca und die Sängerin Bragazzi sowie der Referendarius Pulcher bei einer Bewerbung um eine Stelle als geheimer Expedient im Auswärtigen Amt machen, bei der er gemeinsam mit dem „verfluchten Hexenkerl“ geprüft wird (Kap. 4). Auch der junge Beamte Adrian erlebt, wie ein von ihm verfasster Text vom Außenminister bei einem Frühstück mit dem Fürsten Barsanuph als Zinnobers Werk gepriesen wird, während der Fürst ihn für die von Zinnober verursachten Butterflecken auf seiner Hose verantwortlich macht.
Zinnobers Beliebtheit in den Salons und steiler Aufstieg setzen sich fort. Er überrundet seinen bisherigen Förderer und wird an dessen Stelle zum „Minister der Auswärtigen Angelegenheiten“ befördert. Der von seinen Fähigkeiten überzeugte Fürst verleiht ihm sogar den „Orden vom grüngefleckten Tiger mit zwanzig Knöpfen“, der eigens an Zinnobers verwachsenem Körper angepasst werden muss. Candida ist ebenso wie die Gesellschaft von dem Gnom fasziniert, überträgt ihre Liebe zu Balthasar auf ihn und nimmt seine Werbung an. Darauf erwirkt Zinnober bei Barsanuph für ihren Vater die Erhebung zum „Generaldirektor für sämtliche natürliche Angelegenheiten“ mit Anrecht auf fürstliches Wildbret und der Befugnis zu unbegrenzten Studien im fürstlichen Weinkeller.
Entzauberung
Die Opfer des Zaubers sehen fassungslos dem Aufstieg Zinnobers zu. Erst auf die Ankündigung der Verlobung Zinnobers mit seiner geliebten Candida wird Balthasar aktiv. Ihm ist bewusst, dass ein „verruchter Zauber“ seine Umgebung bestrickt hält, den es zu brechen gilt. Hierzu sucht er gemeinsam mit seinem Freundes Fabian den Doktor Prosper Alpanus auf, der trotz der unter Fürst Paphnutius eingeführten Aufklärung im Lande bleiben durfte, und bittet ihn um Hilfe (Kap. 5). Dieser versucht durch Recherchen in seinen Folianten die Herkunft des Gnoms herauszufinden, beschwört Zinnobers Bild in seinem Kristallspiegel herauf und fordert Balthasar auf, mit einem Rohrstock auf seinen Widersacher einzuschlagen. Als Zinnober auf die Hiebe ganz real mit Schmerzensschreien reagiert, wird Prosper klar, dass es sich um keinen Erdgeist, kein Wurzelmännlein und auch nicht um den Käferkönig handelt, sondern um einen zwergwüchsigen Menschen aus Fleisch und Blut, der unter einem geheimen Zauber steht. Fabian, der nicht an Wunder glaubt, verhöhnt daraufhin den Magier und wird von diesem damit bestraft, dass ihm für einige Zeit, bis der Zauber wieder aufgehoben wird, an jedem Frack und jedem Jackett die Ärmel bis zur Schulter hochrutschen, während die Schöße bis zum Boden wachsen.
Baltasars Verdacht, dass Zinnobers Karriere auf einem Zauber beruht, wird durch einen Brief seiner Freunde Pulcher und Adrian bestätigt. Diese haben in Zinnobers Garten beobachtet, wie die Fee Rosabelverde die Haare des Staatsrats kämmte, um die Macht des Zaubers aufzufrischen (Kap. 6).
Nach der Misshandlung ihres Schützlings durch Balthasar vermutet Rosabelverde ihren Zauberkonkurrenten Prosper Alpanus als Urheber. Sie besucht ihn in seinem Landhaus und bittet ihn, von Zinnober abzulassen (Kap. 6). Es kommt zu einem Kampf, bei welchem sich die beiden Magier unter anderem in Hirschkäfer, Schmetterlinge und Kolibris verwandeln. Dabei zerbricht der Zauberkamm der Fee, mit dem Zinnober alle neun Tage frisiert werden muss, damit der auf ihm ruhende Zauber seine Kraft behält. Im darauffolgenden Gespräch kann Prosper Alpanus die Fee davon überzeugen, dass ihr Schützling seine Zauberkraft böswillig ausnutzt und seinen Opfern schadet. Auch zeigt er ihr anhand des von ihm erstellten Horoskops, wozu Baltasar berufen ist. Rosabelverde stimmt deshalb der Entzauberung Zinnobers zu und die beiden trennen sich als Freunde.

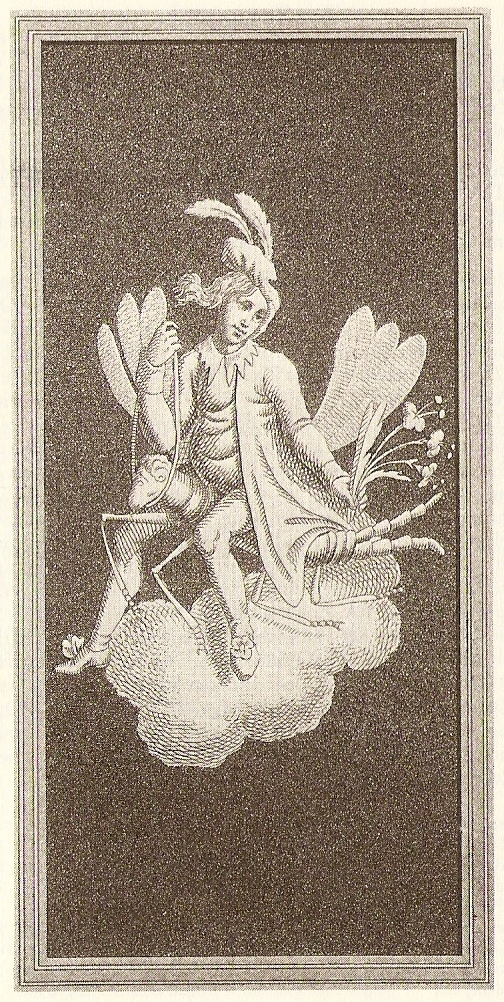
Der Magier Prosper Alpanus auf einer Libelle. Kupferstich für den Umschlag der Erstausgabe, gestochen von Carl Friedrich Thiele (1780–1836) nach einem gezeichneten Entwurf von E.T.A. Hoffmann

Prosper hat inzwischen von seinen Freunden aus Indien die Nachricht erhalten, die Prinzessin Balsamine habe Sehnsucht nach ihm, und er will bald das Fürstentum verlassen. Er vererbt sein Landhaus mit Park dem ihm geistesverwandten Dichter Balthasar und rät ihm, dem Minister bei passender Gelegenheit seine drei feuerfarbenen Haare, in denen seine Zaubermacht begründet liege, „mit einem Ruck“ vom Scheitel zu reißen und sie sogleich zu verbrennen (Kap. 7). Für den Anschlag suchen sich Balthasar und seine Freunde Zinnobers und Candidas Verlobungsfeier aus (Kap. 8). Nach der Entzauberung wundern sich die Gäste über das plötzliche Auftauchen eines „purzelbäumeligen Kerls“, den der Aufseher des zoologischen Kabinetts als „dem Museo entlaufenen Simia Beelzebub“ für sich beansprucht. Es kommt zu tumultartigen Szenen. Fürst Barsanuph macht Mosch Terpin für den „landesverräterischen Spaß“ verantwortlich und entlässt ihn aus seinem Amt des Generaldirektors für natürliche Angelegenheiten. Umsonst beteuert Zaches, der Minister Zinnober zu sein, er wird von Mosch Terpin und den wütenden Gästen verfolgt und kann gerade noch entweichen und sich in seiner Residenz in sein Schlafzimmer einschließen.
Zinnobers Leben endet auf kuriose Weise (Kap. 9): Seine Mutter Liese will an seinem Erfolg teilnehmen und ruft bei ihrer Ankunft vor seinem Haus, als sie ihn am Fenster erblickt, er sei ihr Sohn Zaches. Damit löst sie bei den Zuschauern „tollste[s] Gelächter“, ein Bombardement mit Steinen und eine Erstürmung des Hauses aus. Zinnober gerät über den Tumult in Wut und Angst, flieht in sein Zimmer, stürzt in ein silbernes Nachtgeschirr und ertrinkt in der Flüssigkeit. Der herbeigerufene Leibarzt erklärt die Todesursache als Sturz in den „Humor“:
Staatsbegräbnis
Nachdem der Kammerdiener die Leiche aufgebahrt hat, präsentiert sich Zinnober den Trauergästen hübscher und sanfter als im Leben. Im Haar schimmert ein roter Streif, als Fräulein von Rosenschön darüberstreicht, und sie ist Prosper Alpanus für dieses versöhnliche Zeichen dankbar. Das Verhängnis und mit ihm die Schmach des „Stiefkind[es] der Natur“ sei damit verbüßt: In ihrer mitleidigen Torheit habe sie geglaubt, die äußeren schönen Gaben würden „hineinstrahlen in [s]ein Inneres“ (Kap. 9). Aber sie kann die Folgen etwas mildern: Durch die Nachwirkung ihres Zaubers bleibt der Fürst beim Anblick des toten Zinnober bei seiner irrigen Meinung von seinem Minister als einem Mann „von dem tiefen Verstande, von der Seelengröße, von der Milde, von dem unermüdlichen Eifer für das allgemeine Wohl“. Er ordnet ein prächtiges Staatsbegräbnis an und stellt damit die Reputation Zinnobers wieder her. Auch Liese profitiert von der Unterstützung der Fee: Barsanuph kauft Liese ihre Zwiebeln ab, die ihm durch den Zauber Rosabelverdes als die schönsten und süßesten vorkommen, die er jemals gegessen hat. Er ernennt sie zur Zwiebelhoflieferantin und verschafft ihr dadurch ein sicheres Einkommen.
Hochzeit
Balthasar heiratet Candida auf dem ihm von Prosper Alpanus überlassenen Landgut (Kap. 10), wo, wie der Zauberer ihm versprochen hat (Kap. 7), die Töpfe niemals leer werden, kein Porzellan zerbrechen kann und am Waschtag der Hausfrau „auf dem großen Wiesenplan hinter dem Hause das allerschönste heiterste Wetter [ist], sollte es auch ringsumher regnen, donnern und blitzen.“ Da die Braut von der Fee als Hochzeitsgabe zudem einen Halsschmuck geschenkt bekommt, „der eine magische Wirkung dahin äußert[-], dass sie, hatte sie ihn umgetan, niemals über Kleinigkeiten, über ein schlecht genesteltes Band, über einen missratenen Haarschmuck, über einen Fleck in der Wäsche oder sonst verdrießlich werden konnte“ und da Candida diesen auch niemals ablegt, „so [kann] es nicht fehlen, dass Balthasar die glücklichste Ehe in aller Wonne und Herrlichkeit führt[-], wie sie nur jemals ein Dichter mit einer hübschen jungen Frau geführt haben mag –“ (Kap. 10). Am Ende der Feier erhebt sich der Zauberer mit seinem Libellen-Gespann in die höchsten Lüfte und verschwindet in den Wolken.

## Form
Klein Zaches genannt Zinnober ist ein Kunstmärchen, das im Gegensatz zum von alters her mündlich überlieferten Volksmärchen die Schöpfung eines einzelnen Autors ist und traditionell linear von einem auktorialen Erzähler  vorgetragen wird. Die beiden Handlungsstränge, Aufstieg Zinnobers und Entzauberung, sind mehrfach miteinander verschränkt und „in ein Netz von satirischen Charakterskizzen, Anekdoten und aktuellen Anspielungen einbezogen“, in denen der Autor die Phantasiefeindlichkeit der Aufklärung, die „Aufklärungspolizei“, die Scheinwirklichkeit, die Arroganz der auf die „Philister“ herabschauenden Studenten, die Leichtgläubigkeit und schwankenden Sympathien der Menschen, das willkürliche Privilegienwesen des Adels und die über vielen Details den Zusammenhang verlierenden Naturwissenschaftler verspottet. „Alle zeitbedingten Anspielungen verwandelt die Ironie des Erzählers jedoch zu grotesken Elementen eines tollen Spiels, dirigiert vom »bizarren launischen Wesen« des »spukhaften Geistes Phantasus«, dessen Eingebungen sich der Autor überlassen hat. Im Stil eines genialen Opernregisseurs setzt er die phantastischen Einfälle plastisch und mit ironischem Witz in Szene. […] Nur in diesem auf Märchenmotiven gegründeten Bereich des Theatralischen kann Hoffmann zugleich das in seinem Werk zentrale Spannungsverhältnis von Phantasie und Wirklichkeit lösen. […] Der Dualismus zwischen banaler Alltäglichkeit und Ideenwelt lässt sich nicht in der gesellschaftlich-politischen Wirklichkeit, sondern einzig auf der Ebene der Kunstwirklichkeit, im »künstlichen« Rahmen der Feen- und Zaubervorgänge aufheben.“ Müller-Seidel verweist in diesem Zusammenhang auf Hoffmanns Definition des „humoristischen Schriftstellers, der die Gebilde des wirklichen Lebens nur in der Abstraktion des Humors wie in einem Spiegel auffassend reflektiert“: Der „dichterische Humor“ übergreife alle satirischen Einzelteile.

## Interpretation

### Literarische und reale Vorbilder
Gleichwohl gibt es literarische Vorbilder. Unverkennbar sind etwa die Anleihen bei den ursprünglich aus Frankreich stammenden, in Deutschland nicht zuletzt durch Christoph Martin Wielands Dschinnistan populär gewordenen „Feenmärchen“. Für Prosper Alpanus und Rosabelverde und ihren magischen Wettstreit dürften Oberon und Titania Pate gestanden haben, das Herrscherpaar aus Shakespeares Sommernachtstraum, zumal der Name Prosper auf den Zauberer Prospero aus Shakespeares Der Sturm verweist.
Als reales Vorbild für den Protagonisten der Erzählung indes werden ein zwergwüchsiger, grotesk entstellter Kammergerichtsreferendar von Heydebreck wie auch ein Student namens Friederici genannt, denen Hoffmann bisweilen auf Spaziergängen im Berliner Tiergarten begegnet ist. Nach Franz Fühmann kommt insofern aber auch der Dichter selbst in Betracht, als ihn die Symptome eines Leber- und Nervenleidens im Frühjahr 1818 arg gezeichnet haben. Auch hatte ihm der behandelnde Arzt, Obermedizinalrat C. A. W. Behrends, zu mehr Bewegung, insbesondere durch Ausritte zu Pferd geraten. Die Vorstellung, mit derartigen Gebresten auch noch reiten zu müssen, habe Hoffmann zu Zaches grotesker Pferdesturzszene im 2. Kapitel inspiriert. Auch wird auf ein Jagderlebnis des Dichters vom 25. Oktober 1812 verwiesen, bei dem Hoffmann – ganz wie seiner Schöpfung Zinnober – die waidmännische Leistung eines anderen zugerechnet wird. Seinen letzten Schliff erhielt das physische Profil des Zaches indes, wie viele andere hoffmannsche Figuren auch, durch die bizarren Zeichnungen des französischen Kupferstechers Jacques Callot, der im Übrigen auch Hoffmanns Sammlung Phantasiestücke in Callots Manier seinen Namen gegeben hat.

### Zeitkritik
Nach des Dichters eigenem Bekunden enthält der Zaches „nichts weiter als die lose, lockere Ausführung einer scherzhaften Idee“, „bis jetzt das humoristischste, was ich geschrieben, und von meinen hiesigen Freunden als solches anerkannt.“. Gleichwohl blitzt aus dem anmutigen und humorvollen Märchen hin und wieder, wenn auch heiter-ironisch ummäntelt, ein wenig Kritik an den realen Verhältnissen seiner Zeit, wenn diese Verhältnisse auch durch eine Versetzung in eine märchenhafte Welt verfremdet werden, in der es z. B. Feen „wirklich“ gibt (ein wirklich Aufgeklärter würde den Glauben an Feen als „Aberglaube“ abtun und nicht, wie der Minister Andres, eine „Aktion Feenverfolgung“ mit polizeistaatlichen Methoden in die Wege leiten).
Aufs Korn genommen wird einerseits die in der Realität des Aufgeklärten Absolutismus der Restaurationszeit um 1819 im Gefolge der Aufklärung wirklich um sich greifende übertriebene Wissenschaftsgläubigkeit, in Hoffmanns Märchen etwa in der Gestalt des Professors Mosch Terpin, der nicht nur die Natur „in ein niedliches Kompendium“ zusammengefasst, sondern auch etwa nach umfangreichen physikalischen Studien herausgefunden hat, „dass die Finsternis hauptsächlich von Mangel an Licht herrühre“. Im Zuge des Aufstiegs seines angehenden Schwiegersohns Zinnober wird er gar mit rührender Naivität zum „Generaldirektor der natürlichen Angelegenheiten“ ernannt und „zensiert und revidiert die Sonnen- und Mondfinsternisse sowie die Wetterprophezeiungen in den im Staate erlaubten Kalendern“.
Ähnlich persifliert wird der Glaube an die Allmacht der absolutistischen Politik, etwa wenn Fürst Paphnutius die Aufklärung „per Dekret“ einführen will, wenn er verkünden lässt, dass es „ohne des Fürsten Willen niemals donnern und blitzen müsse und dass wir schönes Wetter und eine gute Ernte einzig und allein seiner Noblesse Bemühungen verdanken“ oder wenn er glaubt, die Feen einfach polizeilich des Landes verweisen zu können. Zu nennen sind in diesem Zusammenhang auch die mehrfach zutage tretende übertriebene Verehrung von Titeln („Geheimer Spezialrat“) und Orden („Orden vom grüngefleckten Tiger“) sowie das zweifelhafte Urteilsvermögen des Volkes, das einen mit „20 Knöpfen“ geschmückten „Simia Beelzebub“ (eine Affenart) für einen Minister hält und damit an die Leute aus Andersens Des Kaisers neue Kleider erinnert. Hier spricht Hoffmanns zeitlebens beißende Verachtung von „Obrigkeiten“, die ihm nicht nur 1802 eine Strafversetzung nach Płock, sondern auch 1822 im Zusammenhang mit Meister Floh den sog. Kamptz-Prozess eintragen sollte. Daran zeigt sich, dass die beschriebenen Verhältnisse keineswegs durch Lächerlichmachen entschärft werden konnten. Die Gefährlichkeit restaurativer Politik wird schon an des Ministers Andres Katalog geplanter Maßnahmen zu Beginn des Märchens deutlich: „Staatsfeinde“ (die Feen) sollen entmachtet, enteignet und vertrieben oder ihrer Identität beraubt werden, und Andres hat mit diesem Plan durchaus Erfolg.
Satirische Züge weist auch die Verfolgung Fabians als Staatsfeind oder Sektierer auf, der verdächtig ist, bloß weil er einen Frack mit zu langen Schößen trägt, und dem die wissenschaftliche Karriere eröffnet wird, als er beim Rektor der Uni in einem gut sitzenden Frack erscheint; ebenso die Charakterisierung Candidas als ein hübsches oberflächliches Mädchen, das zwar eine Menge Bücher gelesen, sie jedoch alle wieder vergessen hat. Romantische Ironie steckt in der Bemerkung des Prosper Albanus, „daß ich nach dem Urteil aller vernünftigen Leute eine Person bin, die nur im Märchen auftreten darf“.
Sowohl durch die Wissenschaftsgläubigkeit als auch durch Übergriffe seitens des autoritären Obrigkeitsstaates sieht Hoffmann die Poesie und Romantik bedroht. „Ich liebe“, so lässt er seinen Prosper Alpanus sagen, „Jünglinge, die, so wie Du mein Balthasar, Sehnsucht und Liebe im reinen Herzen tragen, in deren Innerem noch jene herrlichen Akkorde widerhallen, die dem fernen Lande voll göttlicher Wunder angehören, das meine Heimat ist.“ Balthasar erinnert insofern auffällig an den Studenten Anselmus aus Der Goldene Topf, der in seiner philiströs-bürgerlichen Umwelt einen ähnlich schweren Stand hat – und sich am Ende ebenfalls mit seiner Liebsten auf das Idyll eines Landguts zurückzieht.

## Entstehungsgeschichte
Nach der fragwürdigen Auskunft von Hoffmanns Freund Julius Hitzig wurde der Autor zu Klein Zaches genannt Zinnober durch Fiebervisionen angeregt, die ihn während eines schweren Leber- und Nervenleidens im Frühjahr 1819 plagten. In Wirklichkeit war Hoffmann im Frühjahr 1818 erkrankt und hat bereits Ende 1818 am Märchen gearbeitet. Am 24. Januar 1819 übersandte er dem Fürsten Pückler-Muskau ein von ihm selbst korrigiertes Autorenexemplar; die Erzählung, „die Geburt einer etwas ausgelassenen ironisierenden Fantasie“, habe soeben die Druckerpresse verlassen. Das Werk wurde nach einem Vorabdruck des 1. Kps. 1819 im Berliner Verlag Ferdinand Dümmler veröffentlicht.

## Rezeption
Sehr bald nach Erscheinen der Erzählung wurden von Seiten der Kritik detailliert die o. g. literarischen Vorbilder aufgezeigt, auf die Klein Zaches zurückgreift. Hoffmann freilich erstaunte nicht wenig, „als er auf eine Rezension stieß, in der […] sorgfältig jede Quelle erwähnt wurde, aus der der Autor geschöpft haben soll. Letzteres war ihm freilich insofern angenehm, als er dadurch Anlass erhielt, jene Quellen selbst aufzusuchen und sein Wissen zu bereichern.“
Das literarische Echo auf Klein Zaches genannt Zinnober war geteilt. Von mancher Seite wurden Vorbehalte moralisch-theologischer Natur gegen eine Vermengung des Übernatürlichen mit derart geradezu karnevalesker Heiterkeit laut. Anerkennung erfuhr die Erzählung indes in ausführlichen Rezensionen etwa im Literarischen Wochenblatt und in den Heidelberger Jahrbüchern.
Der Schriftsteller Uwe Tellkamp fühlt sich bei der Frage, was für ein Gemeinwesen die DDR gewesen sei, stark an E.T.A. Hoffmanns Beschreibung des fiktiven Fürstentums in dem Märchen Klein Zaches genannt Zinnober erinnert: „Was war die DDR? […] Ein [……] Schneckenhaus der ludi magister der E.T.A. Hoffmannschen Universität Kerepes“. Kurz darauf urteilt Tellkamp: „Vater aller besseren Literatur über das Problem [DDR] ist, meiner Ansicht nach, E.T.A. Hoffmann, bei dem die (Alb-)Träume in die Wirklichkeit wucherten.“

## Adaptionen

### Oper
- Verbreitung über die Literatur-Szene hinaus erfuhr die Figur des Klein Zaches insbesondere auch durch seine Verarbeitung in Jacques Offenbachs Oper Hoffmanns Erzählungen von 1881, wo Hoffmann das berühmte Lied von Klein Zack singt: „Es war einmal am Hof von Eisenack …“[A 2]
- Die Berliner Band Coppelius komponierte auf der Grundlage von Hoffmanns Werk die welterste Steampunk-Oper Klein Zaches – genannt Zinnober, die am 14. November 2015 im Musiktheater Gelsenkirchen uraufgeführt wurde.

### Ballett
- Klein Zaches genannt Zinnober, Ballett des russischen Komponisten Nikolai Karetnikow. Uraufführung: 1971, Opernhaus Hannover; Uraufführung in Moskau: Das Zaubermäntelchen, inszeniert von W. Wassiljew und N. Kasatkina, Kongresspalast des Kremls.

### Film
- Klein Zaches, Fernsehfilm, Sender Freie Berlin (1982), Regie Frank Strecker, Drehbuch: Joachim Nottke, Darsteller: Günter Mack (E.T.A. Hoffmann), Werner Kwoll (Klein Zaches), Verena Peter (Rosabelverde), Ernst Stankovski (Prosper Alpanus), Dietlinde Turban (Candida), Bernd Herberger (Balthasar), Günter Pfitzmann (Fürst Paphnutius), Peter Schiff (Mosch Terpin) u. a.

- Zauber um Zinnober, DEFA-Film für das Fernsehen der DDR (1983). Regisseur: Celino Bleiweiß, Szenarium von Monika Woytowicz.[8]

### Hörbuch
- Sprecher: Ueli Jäggi (2007), Spieldauer: 4 Std. und 19 Min.

### Illustrationen

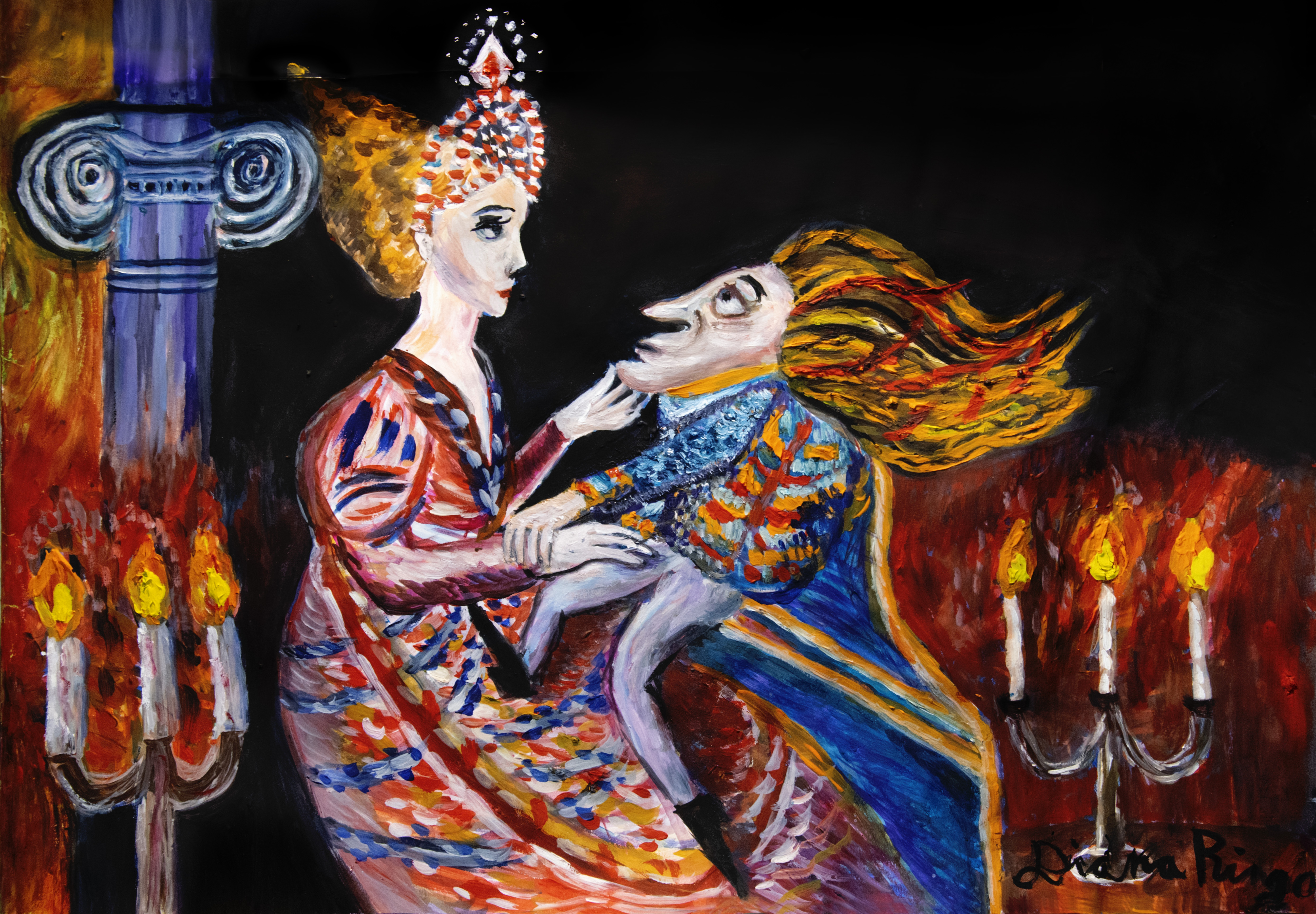
Zinnober als Minister auf dem Schoß der Fee Rosabelverde, Gouache von Diana Ringo.

- Die bekanntesten Illustrationen aus dem 19. Jh. sind die von Carl Friedrich Thiele nach einem gezeichneten Entwurf von E.T.A. Hoffmann gestochenen Umschlagbilder der Erstausgabe (1819) und Theodor Hosemanns Klein-Zaches Bebilderung für die erste vollständige Gesamtausgabe der Werke Hoffmanns in Deutschland, 1844/45 im Verlag Reimer in Berlin.
- Im 20. Jh. sind die Zahl und Vielfalt der Illustrationen zu Hoffmanns Werken fast unüberschaubar:[9] Hans Stubenrauch (24 Lithographien), Otto Michael Schmitt (35 Zeichnungen, 1971[10]), Friedrich Hechelmann (1978),[11], Christa Jahr (Holzstiche, 1978),[12] Renate Sendler-Peters (Radierung, 1984),[13] Ernst Kößlinger (Radierung, 1990),[14] Klaus Ensikat (Federzeichnung, 1994), Rolf Xago Schröder,[15] Steffen Faust (Aquarell Mischtechnik, 2002),[16] Diana Ringo (Gouache, 2021) u. a.

### Satire
- Die russische Fernsehsatire „Куклы“ (Kukly, wörtl. „Puppen“) parodierte Anfang Februar 2000 Putin in einem auf Hoffmanns Märchen basierenden Puppenspiel als Klein Zaches: Die Honoratioren eines Städtchens halten einen verzauberten Gnom für einen begnadeten Wissenschaftler und Sänger. Nach seiner Entzauberung richtet sich der Zorn der Bürger gegen ihn. Diese Karikatur provozierte eine heftige Reaktion von Putins Anhängern und die Sendung musste 2002 eingestellt werden.[17][18]

### Ausgaben
- Klein Zaches genannt Zinnober. Ein Mährchen herausgegeben von E. T. A. Hoffmann. Ferdinand Dümmler, Berlin 1819. (Erstausgabe)
- Klein Zaches genannt Zinnober. Ein Märchen herausgegeben von E. T. A. Hoffmann. In: E. T. A. Hoffmann: Späte Werke. Nach dem Text der Erstausgabe. Mit einem Nachwort von Walter Müller-Seidel. Winkler-Verlag München, 1965.
- Klein Zaches genannt Zinnober. Ein Märchen. Herausgegeben und mit einem Nachwort versehen von Gerhard R. Kaiser. Reclam, Stuttgart 1985, ISBN 3-15-000306-7 (= Reclams Universal-Bibliothek 306).
- Klein Zaches genannt Zinnober. Gemalt von Friedrich Hechelmann. 2. Auflage. Kunstverlag Weingarten, Weingarten 1987, ISBN 3-8170-3003-7.
- Klein Zaches genannt Zinnober. Mit Illustrationen von Ernst Kößlnger und einem Essay von Franz Fühmann. C. H. Beck, München 1990, ISBN 3-406-34620-0.

### Sekundärliteratur
- Achim Aurnhammer: Klein Zaches genannt Zinnober. Perspektivismus als Plädoyer. In: Gunter Saße (Hrsg.): E. T. A. Hoffmann: Romane und Erzählungen. Reclam, Stuttgart 2004, S. 117–134.
- Fritz Felzmann: Wer war Klein Zaches? In: Mitteilungen der E. T. A. Hoffmann-Gesellschaft. Band 23, 1977, S. 12–21.
- Franz Fühmann: Klein Zaches – ein Nachwort. In: Franz Fühmann: Fräulein Veronika Paulmann aus der Pirnaer Vorstadt oder Etwas über das Schauerliche bei E. T. A. Hoffmann. Hoffmann und Campe, München 1984, ISBN 3-455-02281-2, S. 145 ff.
- Alexandra Hildebrandt: „Bösartiger als der Herdenschlaf ist das Gelächter …“: E.T.A. Hoffmanns Märchen Klein Zaches genannt Zinnober und seine Titelgestalt. In: E.T.A. Hoffmann-Jahrbuch. Band 5. Erich Schmidt, Berlin 1997, S. 37–46.
- Bettina Knauer: Die Kunst des „als ob“: E. T. A. Hoffmanns Märchen von Klein Zaches genannt Zinnober. In: Aurora. Jahrbuch der Eichendorff-Gesellschaft für die klassisch-romantische Zeit. Band 55. Jan Thorbecke, Sigmaringen 1995, S. 151–167.
- Gisela Vitt-Maucher: E. T. A. Hoffmanns Klein Zaches genannt Zinnober: Gebrochene Märchenwelt. In: Aurora: Jahrbuch der Eichendorff-Gesellschaft. Band 44. Jan Thorbecke, Sigmaringen 1984, S. 196–212.
- Jürgen Walter: E. T. A. Hoffmanns Marchen 'Klein Zaches genannt Zinnober': Versuch einer sozialgeschichtlichen Interpretation. In: Mitteilungen der E. T. A. Hoffmann-Gesellschaft-Bamberg. Band 19, 1973, S. 27–45.
- Hans-Werner Weglöhner: Die gesellschaftlichen und politischen Aspekte in E. T. A. Hoffmanns Märchen Klein Zaches genannt Zinnober. In: Der Deutschunterricht. Band 44, 1992, S. 21–32.
- Hans-Werner Weglöhner: Die literatursoziologische Dimension in E. T. A. Hoffmanns Kunstmärchen Klein Zaches genannt Zinnober. In: Études Germaniques. Band 244, 2006, S. 593–615.
- Gabrielle Wittkop-Ménardeau: E. T. A. Hoffmann. Mit Selbstzeugnissen und Bilddokumenten. (= Rowohlts Monographien. 113). 13. Auflage. Rowohlt, Reinbek 1994, ISBN 3-499-50113-9, S. 137 f.